# Гай Петелий Либон Визол (консул 360 года до н. э.)
Гай Петелий Либон Визол (лат. Gaius Poetelius Libo Visolus; IV век до н. э.) — римский политический деятель из плебейского рода Петелиев, консул 360 года до н. э.
Капитолийские фасты называют преномены отца и деда Гая Петелия — Гай и Квинт соответственно. Возможно, Квинт — один из децемвиров.
Коллегой Гая Петелия по консульству был Марк Фабий Амбуст. Петелию поручили командование в войне с тибуртинцами, но, когда на помощь последним пришли галлы, сенат назначил диктатора — Квинта Сервилия Агалу. Гай Петелий продолжал действовать в землях тибуртинцев, перехватил беглецов после нанесённого им Сервилием поражения и загнал их в ворота Тибура вместе с войском, вышедшим им на помощь.
По окончании войны диктатор воздал хвалу обоим консулам и перед сенатом, и перед народным собранием и уступил им всю честь победы. Петелий получил двойной триумф — над галлами и тибуртинцами, что вызвало насмешки со стороны последних.